# Abscon
 Abscon  es una comuna y población de Francia, en la región de Norte-Paso de Calais, departamento de Norte, en el distrito de Valenciennes y cantón de Denain. Está integrada en la Communauté d'agglomération de la Porte du Hainaut.

## Demografía
| 4819 | 4899 | 4636 | 4213 | 3954 | 4135 |
| Para los censos de 1962 a 1999 la población legal corresponde a la población sin duplicidades (Fuente: INSEE [Consultar]) |      |      |      |      |      |

Forma parte de la aglomeración urbana de Valenciennes.